# Narodowe Forum Muzyki
Narodowe Forum Muzyki im. Witolda Lutosławskiego we Wrocławiu – jeden z największych obiektów koncertowych w Europie mieszczący się we Wrocławiu oraz nazwa instytucji kultury powstałej w 2014 roku. W 2023 roku NFM otrzymało International Classical Music Awards 2023 za specjalne osiągnięcia. Kapituła ICMA uznała, że ze względu na szeroką działalność artystyczną oraz doskonałe rozwiązania architektoniczne i akustyczne zastosowane w projekcie budynku wrocławska instytucja może stanowić przykład do naśladowania dla innych placówek tego typu na całym świecie.

## Obiekt
Położony w centrum Wrocławia budynek zaprojektowała firma Kuryłowicz & Associates, a wnętrza Towarzystwo Projektowe. Gmach znajduje się na dzisiejszym placu Wolności, dawnym Forum Królewskim, i mieści w sobie m.in.: cztery sale koncertowe, w tym Salę Główną z 1804 miejscami i trzy kameralne, a także sale prób, pomieszczenia konferencyjno-biurowe i przestrzeń wystawienniczą.
Budynek główny ma powierzchnię użytkową 35,3 tys. m² (całkowitą 48,5 tys. m²), kubaturę 257 tys. m³ (6 kondygnacji nadziemnych i 3 podziemne).
Akustyka, koncepcja akustyczna i teatralna oraz specjalistyczne rozwiązania technologiczne sal Narodowego Forum Muzyki zaprojektowane i zrealizowane zostały przez nowojorską firmę Artec Consultants Inc. (obecnie Arup).
Warunki akustyczne Sali Głównej dostosowywane są indywidualnie do każdego repertuaru – okalające salę komory akustyczne oraz podwieszane sufity opuszczane do odpowiedniej wysokości pozwalają na regulację długości wybrzmienia dźwięku. Jest także wyposażona w wysokiej klasy systemy nagłośnienia, oświetlenia, projekcji i nagłośnienia kinowego oraz profesjonalny sprzęt do realizacji nagrań.
W Sali Głównej znajdują się organy z 4700 piszczałkami, których długość waha się od zaledwie kilku milimetrów do ponad 10 metrów. Można z nich wydobyć dźwięki od najniższych słyszalnych przez człowieka, o częstotliwości 16 Hz, do bardzo wysokich – 18 000 Hz. Mają 80 głosów (barw), w tym wysokociśnieniowe oraz perkusyjne. Wyposażone są w dwa niezależne stoły gry – stały i mobilny – i umożliwiają rejestrację dźwięku. Za budowę organów odpowiadała firma Orgelbau Klais z Bonn. Pierwsze koncerty organowe w Sali Głównej odbyły się w 2020 roku.
Wszystkie sale koncertowe NFM są odizolowane akustycznie (przez specjalne dylatacje, izolatory akustyczne i wibroizolatory) od pozostałej części budynku, a przede wszystkim od źródeł hałasów i drgań zewnętrznych (w tym ulicznych). Wymogom akustycznym podporządkowane zostały także wszystkie instalacje, m.in. system klimatyzacji nawiewowej montowanej pod każdym z foteli. Dzięki nowoczesnym rozwiązaniom akustycznym w salach NFM osiągnięto najniższy z możliwych poziom hałasu o kryterium N1.

### Wykonawcy i przebieg inwestycji
8 lutego 2008 roku zostało wydane pozwolenie na budowę Narodowego Forum Muzyki. 22 grudnia 2009 roku miasto Wrocław podpisało umowę budowlaną z konsorcjum firm: Mostostal Warszawa, Acciona Infraestructuras, Wrobis i PHU IWA. 5 października 2012 roku główny wykonawca Narodowego Forum Muzyki (Mostostal Warszawa) przerwał budowę, zostawiając budynek w stanie otwartym surowym. 15 lipca 2013 roku została podpisana umowa z wyłonionym w przetargu konsorcjum firm PB Inter-System S.A. i Elektromontaż Rzeszów na dokończenie budowy Narodowego Forum Muzyki. Narodowe Forum Muzyki zostało oficjalnie otwarte 4 września 2015 roku.

## Instytucja
Narodowe Forum Muzyki im. Witolda Lutosławskiego (NFM) – jako instytucja kultury miasta Wrocławia współprowadzona jest przez Ministerstwo Kultury i Dziedzictwa Narodowego, Gminę Wrocław, województwo dolnośląskie. Zarejestrowana została w Rejestrze Instytucji Kultury Gminy Wrocław 22 maja 2014 roku i jest jednocześnie operatorem obiektu Narodowego Forum Muzyki. Powstała z połączenia Międzynarodowego Festiwalu Wratislavia Cantans i Filharmonii Wrocławskiej. Jednym z inicjatorów utworzenia NFM był Andrzej Kosendiak, pełniący obecnie funkcję dyrektora NFM.

### Zespoły
Narodowe Forum Muzyki organizuje działalność trzynastu zespołów instrumentalnych i wokalnych, z których większość mogła zostać utworzona właśnie dzięki powstaniu NFM:
- NFM Filharmonia Wrocławska,

- NFM Orkiestra Leopoldinum,

- Wrocławska Orkiestra Barokowa,

- Chór NFM,

- Chór Chłopięcy NFM,

- Chór Dziewczęcy NFM

- Lutosławski Quartet,

- LutosAir Quintet,

- NFM Ensemble,

- Polish Cello Quartet,

- NFM Trio Smyczkowe Leopoldinum,

- Wrocław Baroque Ensemble,

- West Side Sinfonietta.

Utworzenie NFM doprowadziło do poszerzenia możliwości organizacyjnych, co zaowocowało powstaniem nowych festiwali o zasięgu międzynarodowym. Obecnie Narodowe Forum Muzyki koordynuje takie wydarzenia jak:
- Międzynarodowy Festiwal Wratislavia Cantans im. Andrzeja Markowskiego,

- Jazztopad Festival,

- Musica Polonica Nova,

- Musica Electronica Nova,

- Forum Musicum,

- Leo Festiwal,

- Akademia Muzyki Dawnej.

### Projekty edukacyjne i specjalne
Działalność Narodowego Forum Muzyki obejmuje również liczne projekty edukacyjne dla dzieci i młodzieży – m.in. Akademię Chóralną (Śpiewającą Polskę, Polski Narodowy Chór Młodzieżowy), Singing Europe (projekt archiwalny związany z Europejską Stolicą Kultury Wrocław 2016), Pośpiewaj mi mamo, pośpiewaj mi tato, Filharmonię Familijną, Filharmonię dla Młodych, Koncerty Edukacyjne dla Młodzieży, Wyjazdowe Audycje Muzyczne, Centrum Edukacyjne NFM, Akademię Orkiestrową NFM, NFM Masterclass, a także skierowane do dorosłych inicjatywy propagujące udział w życiu kulturalnym (Akademię Melomana NFM i Chór Melomana). Narodowe Forum Muzyki było jedną z najważniejszych instytucji tworzących program Europejskiej Stolicy Kultury – Wrocław 2016.